# Route régionale 235 (Norvège)
La route régionale 235 (en norvégien : Fylkesvei 235, abrégé Fv235) se trouve dans le comté de Møre og Romsdal en Norvège. 
Elle relie les villes de Bud et Fræna. Sa longueur est de 16,9 km.